# Spaghetti alla chitarra

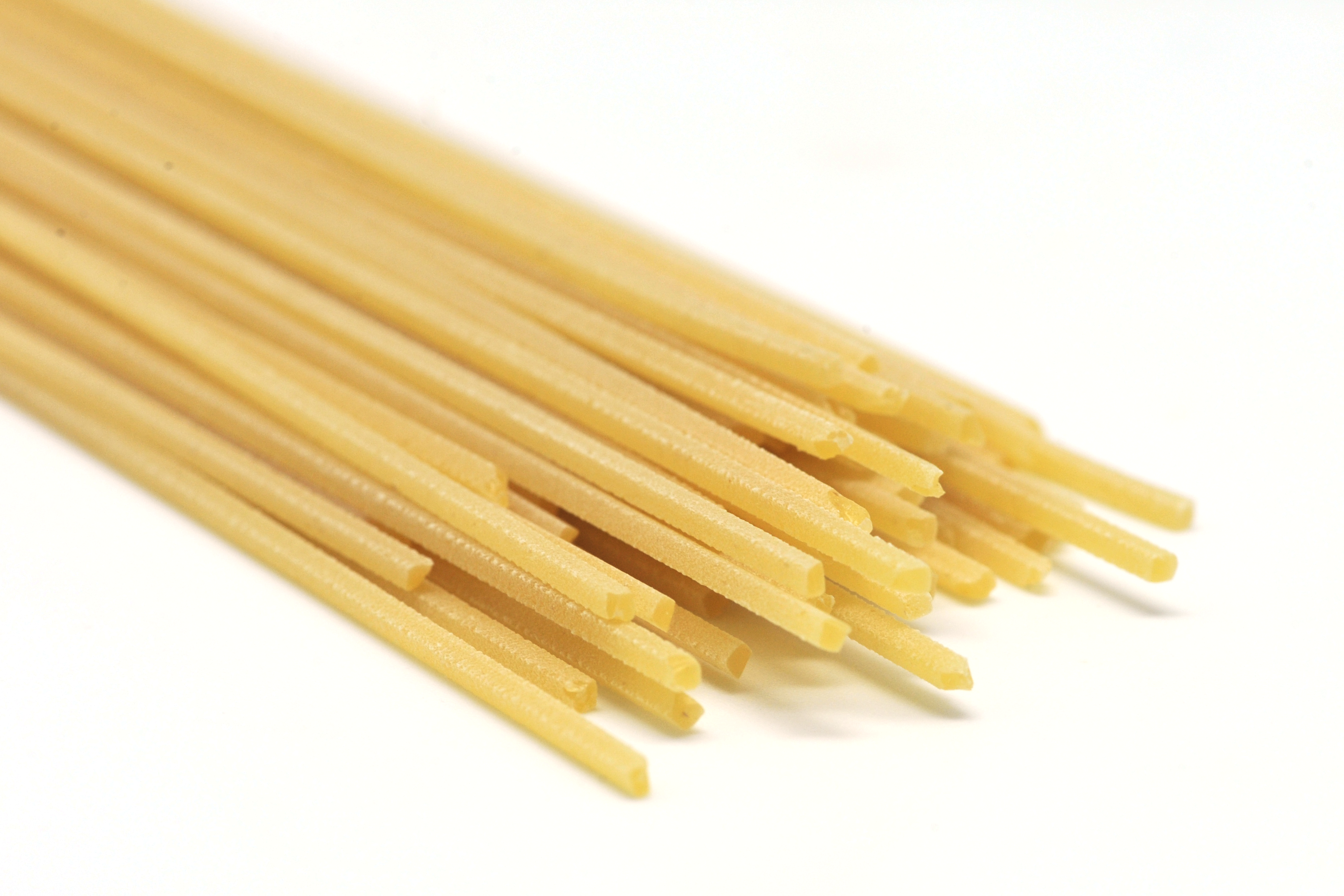
Spaghetti alla chitarra

Los spaghetti alla chitarra, también llamados tonnarelli en el Lacio o maccheroni alla chitarra en los Abruzos, son una variedad de pasta al huevo típica de la cocina italiana.

## Características
La anchura del corte (2–3 mm) es idéntica a la de los tagliolini, pero el espesor es mucho mayor. Tienen sección cuadrada, lo que significa que el espesor es también de 2–3 mm. Es una pasta que exige una rigurosa cocción al dente. Para su elaboración se emplea la chitarra, un utensilio que da a la pasta un espesor cuadrado y una textura porosa que permite que la salsa con la que se condimenta se adhiera completamente.
La masa se compone de sémola de trigo duro y huevos, sin sal añadida. A continuación se procesa y, tras un reposo de unos 30 minutos tapado, se aplana con un rodillo. Luego se coloca la masa sobre la chitarra y se la empuja con el rodillo, para que los alambres de la chitarra la corten en tiras. Los fabricantes de pasta del Abruzo bajan la masa cortada pasando los dedos sobre ella, como si "tocaran una guitarra".
En los Abruzos los maccheroni alla chitarra suelen elaborarse con ragú de vacuno, cerdo y cordero. Menos tradicionales son las salsas con jabalí, liebre o incluso venado.